# Štabni stotnik (Bundeswehr)
Štabni stotnik (izvirno nemško Stabshauptmann; okrajšava: StHptm; kratica: SH) je častniški čin v Bundeswehru (v Deutsches Heeru in Bundesluftwaffe). v Bundesmarine mu ustreza čin štabnega poročnika bojne ladje. Čin je bil ustanovljen z reformo činovnega sistema leta 1962 in je namenjen le strokovnim častnikom (izvirno nemško Offizier des militärfachlichen Dienstes); to je tudi najvišji čin, ki ga lahko doseže strokovni častnik.
Nadrejen je činu stotnika in podrejen činu majorja. V sklopu Natovega STANAG 2116 spada v razred OF-2, medtem ko v zveznem plačilnem sistemu sodi v razred A13.

## Oznaka čina
Oznaka čina je lahko:
- naramenska (epoletna) oznaka (za službeno uniformo): štiri srebrne zvezde z barvno obrobo glede na rod oz. službo[5]
- naramenska (epoletna) oznaka (za bojno uniformo): štiri zvezde (barvna obroba je samo na spodnjem delu oznake).[6]

Oznaka čina štabnega stotnika Luftwaffe ima na dnu oznake še stiliziran par kril.
Galerija
- Naramenska epoletna oznaka (za službeno uniformo)
- Naramenska epoletna oznaka (za bojno uniformo)